# ایمنی آتش

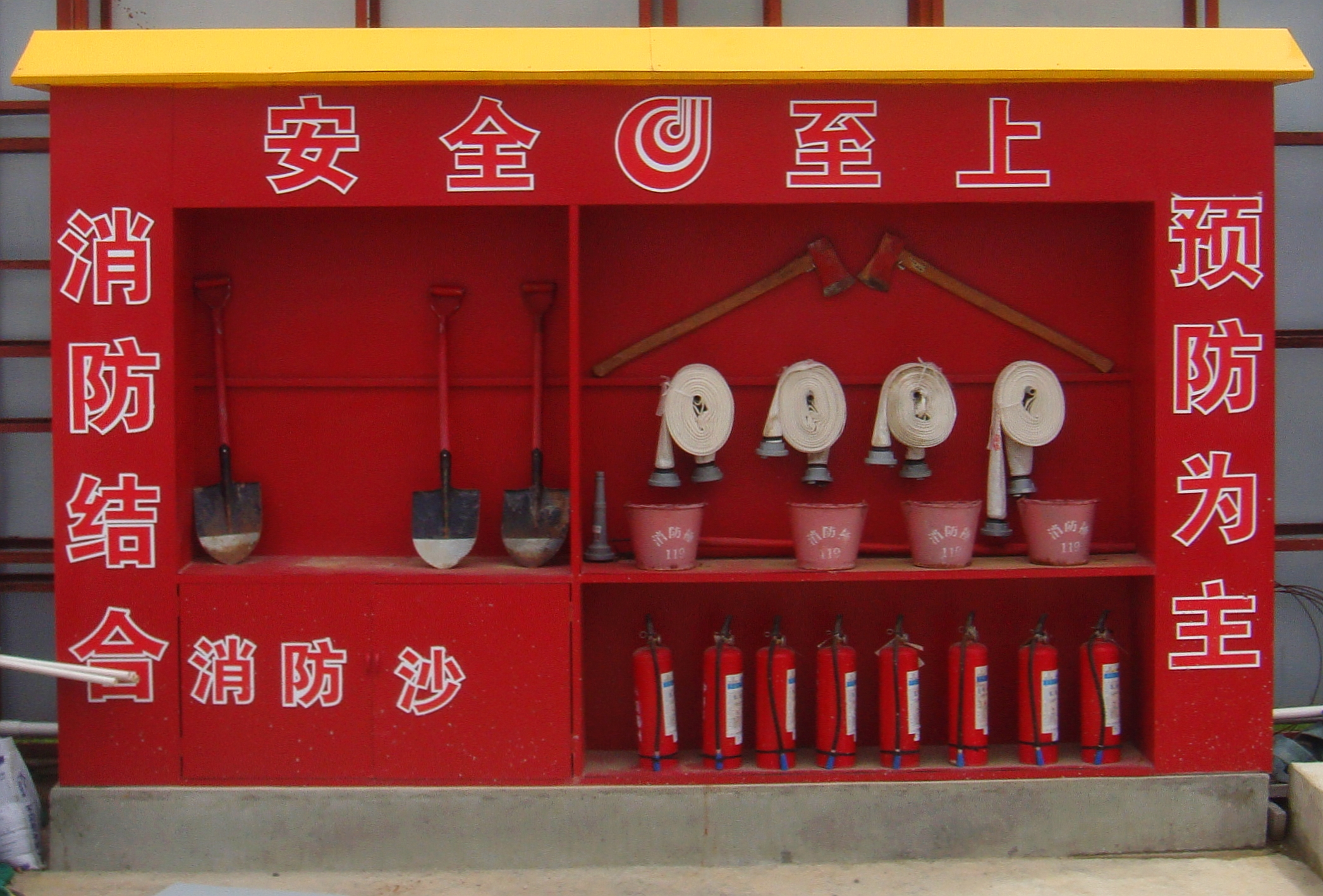
تجهیزات ایمنی آتش در یک سایت ساختمانی در چین

ایمنی آتش مجموعه ای از اقدامات در نظر گرفته شده برای کاهش تخریب ناشی از آتش‌سوزی است. اقدامات ایمنی آتش شامل کارهایی است که برای جلوگیری از احتراق در یک آتش سوزی غیرقابل کنترل در نظر گرفته شده. این تعریف همچنین به کارهایی که به منظور محدود کردن توسعه و اثرات آتش سوزی پس از آن شروع می‌شود نیز اشاره دارد.

## خطرات رایج منجر به آتش سوزی
برخی از خطرات آتش سوزی رایج عبارتند از:
- آتش سوزی‌های آشپزخانه ناشی از پخت و پز بدون مراقبت،
- سیستم‌های الکتریکی که بیش از حد، ضعیف یا معیوب هستند.
- مناطق ذخیره‌سازی قابل احتراق با حفاظت ناکافی
- آتش سوزی در نزدیکی تجهیزات تولید گرما، شعله یا جرقه
- شمع و دیگر شعله‌های باز
- سیگار کشیدن (سیگار، پیپ، فندک، و غیره)
- تجهیزات تولید گرما و استفاده از مواد قابل احتراق
- مایعات قابل اشتعال
- حلال‌های قابل اشتعال قرار داده شده در مخازن زباله‌های محصور شده
- شومینه دودکش‌دار که به درستی یا به‌طور مرتب تمیز نمی‌شود.
- لوازم آشپزی - کوره، اجاق گاز
- دستگاه‌های گرمایش - شومینه، اجاق گاز سوز، کوره، دیگ بخار، بخاری قابل حمل، سوخت جامد
- لوازم خانگی - خشک کن لباس، وسایل آرایش، خشک کن، یخچال، فریزر، دیگ‌های بخار
- سیم کشی برق در شرایط ضعیف
- باتری‌های دارای نشتی یا معیوب
- منابع احتراق شخصی - کبریت، فندک
- تجهیزات الکترونیکی و الکتریکی
- تجهیزات آشپزی بیرونی - باربیکیو، منقل

## گذر زمان در آتش سوزی خانه
در این نمودار اقدامات انجام شده در جهت شناسایی ، اعلام و خاموش کردن آتش را بر اساس زمان و رشد آتش را نمایش می دهد . بر اساس منحنی ، آتش پس از یک دقیقه کشف و امکان گزارش آن به سایر ساکنین و سازمان آتش نشانی را امکان پذیر می نماید . در این راستا پس از 3 الی 4 دقیقه پس از شروع آتش سوزی خودروهای آتش نشانی به محل آتش سوزی اعزام خواهند شد. در این بین بر اساس استانداردهای حدود 3 الی 4 دقیقه زمان لازم برای رسید به محل آتش سوزی تعیین شده است. تا این لحظه حدود 8 الی 9 دقیقه از شروع آتش سوزی گذشته است و آتش بسیار گسترش یافته و تقریبا کانون وقوع آتش سوزی نابود گردیده و افراد داخل آن جان خود را از دسته داده اند . در زمان حدودا 9 الی 10 دقیقه پس از شروع آتش سوزی ، آتش نشانان در محل بوده و در حال انجام عملیات نجات و اطفای آتش می باشند . همان طور که مشاهده شده نقش سیستم های کشف و اعلام حریق بسیار حیاتی بوده چرا که پس از 3 الی 5 دقیقه فلش آور رخ خواهد داد بنابراین ساکنین ساختمان فقط 3 دقیقه فرصت خواهند داشت تا از صحنه آتش سوزی فرار نمایند. نقش سیستم های خاموش کنند آتش اتوماتیک مانند اسپرینکلر در این است که پس از شروع آتش سوزی در صورتی که این سیستم ها اصولی طراحی شده باشند و آماده بکار بوده باشند در کمتر از 2 دقیقه آتش را کنترل نموده و دیگر قطعا وقوع فلش آور ( آتش سوزی ناگهانی همه مواد قابل اشتعال در محیط) رخ نخواهد یافت بنابراین آتش گسترش نمی یابد و با این سیستم از بروز خسارات بیشتر پیشگیری خواهیم کرد و ایمنی افراد ساختمان و آتش نشانان را به همراه خواهد داشت . 